# Bauhinia angulicaulis
Bauhinia angulicaulis är en ärtväxtart som beskrevs av Hermann August Theodor Harms. Bauhinia angulicaulis ingår i släktet Bauhinia och familjen ärtväxter. Inga underarter finns listade i Catalogue of Life.